# Єлгуї
Єлгуї (Єлкуї) – газове родовище на сході Туркменістану.
Єлгуї є одним із родовищ, які виявили на південному схилі великої геологічної структури, що обмежує з півночі Мургабську западину та відома як Учаджинський вал. Поклади вуглеводнів родовища пов’язані із відкладами нижньої крейди (шатлицький горизонт готерівського ярусу) та залягають на глибині 2683 метра.
Видобувні запаси Єлгуї оцінили у 50,7 млрд м3.
Родовище відкрили у 1983 році, проте ввели в розробку лише у 2001-му.
Видача продукції родовища здійснюється через газопровід Бяшгизил – Учаджи.